# スチュアート・チャレンダー
スチュアート・デイヴィッド・チャレンダー（Stuart David Challender, 1947年2月19日 - 1991年12月13日）は、オーストラリア出身の指揮者。

## 人物
ホバートの生まれ。幼少時から祖母の歌で音楽に親しみ、13歳の時にティボール・パウルの指揮するベートーヴェンの交響曲第6番を聴いて指揮者を志すようになった。17歳でヴィクトリア音楽院に入学し、1966年にはヴィクトリア・オペラ・カンパニーで実地的な研鑽を積んでいる。1968年からはヨーロッパに渡り、ハンブルクでヴィルヘルム・ブリュックナー＝リュッケベルク、ウィーンでフランコ・フェラーラに師事した。1970年にコール・ポーターの『キス・ミー・ケイト』をルツェルンで上演して成功し、ニュルンベルク州立劇場の副指揮者になった。1976年からチューリッヒ歌劇場とバーゼル劇場の常任指揮者となり、1980年にオーストラリアへ帰国している。
帰国してから、オーストラリア・オペラの常任指揮者を務め、1987年からシドニー交響楽団の首席指揮者を務めた。しかし、在任中にシドニーの病院でAIDSに起因する病気のため死去した。